# Akt (kunst)
 For alternative betydninger, se Akt. (Se også artikler, som begynder med Akt)
Akt er i billedkunsten betegnelse på en fremstilling i tegning, grafik, maleri, skulptur eller fotografi af et nøgent menneske, eventuelt delvist dækket med et figenblad eller et sjal.
Genren opstod lige før renæssancen. Mellemøsten, det gamle Egypten og den hellenistiske kultur havde et mere frigjort forhold til klæder end Europa i middelalderen.
De første aktbilleder fremstillede Adam og Eva eller græske guder. Kunstnerne var klar over behovet for at studere menneskekroppen for at kunne fremstille den rigtigt også med klæder.
Akt er i dag en del af uddannelsen i tegning og maling på kunstskoler. Der skelnes mellem kroki (croquis på fransk), som er hurtige skitser, studier og gennemarbejdede billeder.
Mange af kunsthistoriens mest kendte værker er aktfremstillinger.